# 陳百強感情寫真
《陳百強感情寫真》是電視廣播有限公司為香港歌手陳百強製作的一部個人音樂特輯，全長約48分鐘，以陳百強與娛樂圈中的好友真實交流的一面為题材，於1989年7月2日晚上8時30分在翡翠台播出。
無綫電視於2004.06.18推出了此音樂特輯的VCD。

## 製作背景
無線電視原本打算在日本拍攝此音樂特輯，後來改在香港拍攝。1989.06.02，陳百強往日本參加「東京音樂節」，回港後隨即投入拍攝工作。
陳百強請來了多位娛樂圈中的好友暢談當年、印象、生活、趣事等，部分嘉賓更在音樂MV中出現。
當中的片段有：
- 與鍾保羅笑談同拍電影時的軼事
- 與譚詠麟暢談撞車後阿倫救駕時的趣事
- 與陳欣健回憶當年同住一屋簷下
- 與林敏驄戲談學生時的趣事
- 與梅艷芳谈彼此的友谊
- 與林憶蓮談彼此的性格
- 與何超瓊談彼此的關懷
- 與鍾鎮濤談與溫拿樂隊的故事
- 與周潤發暢談彼此給對方的印象[4]

陳百祥與王小鳳亦在嘉賓行列當中但因故未有剪入。

## 演繹歌曲
| 曲序 | 曲目       |        | 作曲   | 编曲         | 备注                                                                     |
| ---- | ---------- | ------ | ------ | ------------ | ------------------------------------------------------------------------ |
| 1.   | 眼淚為你流 | 鄭國江 | 陳百強 | Chris Babida |                                                                          |
| 2.   | 漣漪       | 鄭國江 | 陳百強 | 顧嘉煇       |                                                                          |
| 3.   | 念親恩     | 楊繼興 | 楊繼興 | 趙文海       |                                                                          |
| 4.   | 等         | 鄭國江 | 陳百強 | 顧嘉煇       |                                                                          |
| 5.   | 喝采       | 鄭國江 | 陳百強 | Chris Babida |                                                                          |
| 6.   | 一生何求   | 潘偉源 | 王文清 | 蘇德華       |                                                                          |
| 7.   | 今宵多珍重 | 鄭國江 | 王福齡 | Chris Babida |                                                                          |
| 8.   | Hot Night  | 林振強 | 杜自持 | 杜自持       |                                                                          |
| 9.   | 深愛著你   | 林敏驄 | 林哲司 | 徐日勤       | 參演嘉賓：何超瓊、林憶蓮與梅艷芳                                         |
| 10.  | 感情到老   | 盧永強 | 楊雲驃 | 楊雲驃       | 參演嘉賓：譚詠麟、陳百祥、林敏驄、鍾鎮濤、何超瓊、陳家瑛、梅艷芳與周潤發 |

## 製作人員
- 監製：陳家揚
- 編導：潘裕佳
- 製作統籌：梁瓊仙
- 助理編導：胡綺詠
- 製作聯絡：蔡淑玲
- 資料、劇本：高繼康
- 劇本審閱：梁國斌
- 攝影：王聖勤
- 拍攝地點：Memories Discotheque

Grand Plaza Hotel
Nova Alpha
Nineteen 97 Restaurant
又一村花園俱樂部
陳百強居處
- 服裝設計：馮國康
- 燈光：馮賢
- 技術指導：周賢成
- 劇務：鄭志強
- 視訊效果：莫達良、莊國榮、江松偉、姚偉倫